# L'Amour et les Forêts (film)
Pour le roman initial, voir L'Amour et les Forêts.
Pour plus de détails, voir Fiche technique et Distribution.
L'Amour et les Forêts est un film français réalisé par Valérie Donzelli, sorti en 2023. Il s'agit de l'adaptation du roman L'Amour et les Forêts d'Éric Reinhardt (Gallimard, 2014), il met en scène les mécanismes et la dérive de l'emprise narcissique d'un mari sur sa femme suivant une rencontre amoureuse.
Le film est présenté en compétition officielle dans la catégorie « Cannes Premières » au Festival de Cannes 2023.

## Synopsis
Blanche retrace son histoire à son avocate : elle est professeure de français, passionnée par son métier, et sa rencontre avec Grégoire, qui travaille dans une banque, prend dans un premier temps la forme d'une parfaite idylle. Très vite, Blanche tombe enceinte. Ils se marient. Ensuite, Grégoire lui annonce qu'il est muté à Metz. Ils quittent la Normandie pour la Lorraine. Blanche s'éloigne de ses proches et de sa sœur jumelle Rose. Arrivée à Metz, Blanche comprend que Grégoire lui a menti. Ce n'est pas la banque où il travaille qui l'a envoyé à Metz, c'est lui qui a demandé cette mutation.
Après la naissance de leur fille, Blanche retrouve un poste dans un lycée de Nancy, ce qui déplaît à Grégoire, qui aurait préféré qu'elle reste à la maison. Grégoire se montre de plus en plus possessif : il téléphone très fréquemment à sa femme, se formalise si elle ne répond pas, exige qu'elle rentre immédiatement à la maison après son travail. Il évite autant que possible les réunions familiales, limitant ainsi les relations de Blanche avec sa famille.
Ils ont rapidement un deuxième enfant. Progressivement, Grégoire étend son emprise sur la vie de sa femme. Il tient des propos culpabilisants, l'accuse d'être responsable du dérapage de leur couple. Il contrôle ses dépenses. Il se comporte en père modèle et s'arrange pour rallier les enfants à sa cause. Se sentant étouffée, Blanche décide de s'inscrire sur un site de rencontres pour retrouver un semblant de liberté. Elle y rencontre David. Lorsque Grégoire comprend qu'elle l'a trompé, il accroît son emprise sur sa femme et exige qu'elle lui raconte sa rencontre avec David dans les moindres détails. Il la réveille même la nuit pour lui poser des questions.
Épuisée, Blanche s'évanouit en classe. Acculée, elle fait une tentative de suicide. Après une hospitalisation, elle part en maison de repos et prend conscience de l'impasse dans laquelle elle se trouve. Elle demande à sa sœur Rose d'emmener les enfants en Normandie. Lorsqu'elle quitte la maison de repos, elle passe rapidement chez elle pour prendre des affaires et annonce à Grégoire qu'elle veut divorcer. Grégoire sort de ses gonds et tente de l'étrangler. Blanche parvient à se dégager, mais son cou porte les traces de la strangulation. Son avocate lui conseille de porter plainte et d'aller faire constater les lésions à l'hôpital.
Blanche et Grégoire se retrouvent devant le juge, accompagnés de leur avocat. Grégoire tente de renouer le contact, mais Blanche refuse de le regarder.

## Fiche technique
Sauf indication contraire, les informations mentionnées dans cette section peuvent être confirmées par la base de données cinématographiques Unifrance,  présente dans la section « Liens externes ».
- Titre original : L'Amour et les Forêts
- Réalisation : Valérie Donzelli
- Scénario : Audrey Diwan et Valérie Donzelli, d'après L'Amour et les Forêts d'Éric Reinhardt[1],[2]
- Musique : Gabriel Yared
- Décors : Gaëlle Usandivaras
- Costumes : Costumes : Nathalie Raoul
- Photographie : Laurent Tangy
- Son : André Rigaut
- Montage : Pauline Gaillard
- Production : Alice Girard et Édouard Weil
- Sociétés de production : Rectangle Productions ; France 2 Cinéma et Les Films de Françoise (coproductions)[1]; SOFICA SofiTVciné 10, Indéfilms 11 et LBPI 16 (en association avec)
- Société de distribution : Diaphana Distribution[1]
- Budget : 5,83 millions d'euros[3]
- Pays de production :  France
- Langue originale : français
- Format : couleur
- Genre : drame psychologique
- Dates de sortie :
  - France : 24 mai 2023 (Festival de Cannes et sortie nationale)

## Distribution
- Virginie Efira : Blanche Renard / Rose Renard
- Melvil Poupaud : Grégoire Lamoureux
- Marie Rivière : la mère de Blanche et Rose
- Dominique Reymond : l'avocate
- Bertrand Belin : David
- Romane Bohringer : Delphine
- Laurence Côte : Catherine
- Virginie Ledoyen : Candice
- Guang Ho : Tony
- Philippe Uchan : Jérôme Vierson, le patron de Grégoire
- Nathalie Richard : la gynécologue

## Production

### Attribution des rôles
En mai 2022, la réalisatrice Valérie Donzelli et la société Rectangle Productions recherchent des figurants en Normandie pour son film L'Amour et les Forêts, adaptation du roman éponyme signé Éric Reinhardt ayant obtenu les prix Renaudot des lycéens et du roman France Télévisions en 2014.
En ce même mois, Virginie Efira et Melvil Poupaud se révèlent, au premier jour du tournage, dans les rôles principaux.

### Tournage
Le tournage commence le 5 avril 2022, à Paris et sa région. Le 18 mai 2022, il a également lieu dans le Calvados, à Honfleur, précisément au quai Saint-Étienne du vieux bassin et le quartier Sainte-Catherine. Il se poursuit également au large voie en bordure de mer de Sainte-Adresse, banlieue ouest du Havre (Seine-Maritime), ainsi que la région de Caen,. Les prises de vues s'achèvent le 3 juin 2022,.

## Accueil

### Accueil critique
En France, le site Allociné donne la note de 3,8⁄5, après avoir recensé et interprété 31 critiques de presse.
Pour Renan Cros de Cinemateaser, l'« adaptation personnelle du puissant roman d'Eric Reinhardt, L'Amour et les Forêts intrigue, sidère, bouleverse et procure constamment de grandes émotions de cinéma. Un très grand film. ».
Pour Isabelle Danel de Bande à part, « Portrait d'une femme, anatomie d'une emprise, L'Amour et les Forêts est plus qu'une fiction bien troussée sur un fléau de notre temps, qui trop souvent conduit au féminicide. C'est une radiographie et un avertissement. Et un grand film de cinéma. ».
Geoffrey Crété de l'Écran Large pose une question : « Vous en avez marre de Virginie Efira ? Pas de bol, elle est encore une fois parfaite dans cette fausse histoire d'amour et vrai cauchemar intime. ». Il ajoute : « Virginie Efira touche absolument toutes les justes notes avec une simplicité désarmante ». La mise en scène et la photographie sont également mises en avant en ces termes : « une caméra plus vibrante, légère et flottante [qui] joue avec les couleurs et les textures ». Le film paraît être une grande réussite : « simple, clair et précis ».
Pour Sophie Grassin de L'Obs, « Valérie Donzelli adapte le livre d'Eric Reinhardt avec élégance, en y mettant sa patte ». Pour elle, l'autrice « livre son film le plus mûr et le plus abouti. ».
« Film bouleversant qui met en scène les mécanismes de l'emprise conjugale », la critique du Masque et la Plume est presque unanime sur la réussite du film qui l'a conquis à part Pierre Murat qui trouve le film « ô combien académique, mais malgré tout très utile ».

### Box-office
Pour son premier jour d'exploitation en France, L'Amour et les Forêts a réalisé 30 220 entrées, pour un total de 1 396 séances proposées. Le film se positionne en seconde place du box-office des nouveautés pour sa journée de démarrage, derrière La Petite Sirène (95 282) et devant Omar la fraise (21 155).
Au bout d’une première semaine d’exploitation dans les salles françaises, le long métrage totalise 220 327 entrées, pour une quatrième place au box-office hebdomadaire, derrière Les Gardiens de la Galaxie Vol. 3 (305 098) et devant Jeanne du Barry (156 279). Au moment de sa sortie, il s'agit du meilleur démarrage pour un film de Valérie Donzelli, devant La guerre est déclarée (210 000), sorti en 2011.
| Pays ou région | Box-office      | Date d'arrêt du box-office | Nombre de semaines |
| -------------- | --------------- | -------------------------- | ------------------ |
| France         | 668 272 entrées | 25 juillet 2023            | 9                  |
| Total mondial  | 5 029 238 $     | -                          | -                  |

## Distinctions

### Sélection
- Festival de Cannes 2023 : sélection Cannes Première
- César 2024[22] : Meilleure adaptation

### Nominations
- César 2024[22] :
  - Meilleur acteur pour Melvil Poupaud
  - Meilleure actrice pour Virginie Efira
  - Meilleure musique originale